# Aspiran Bouschet

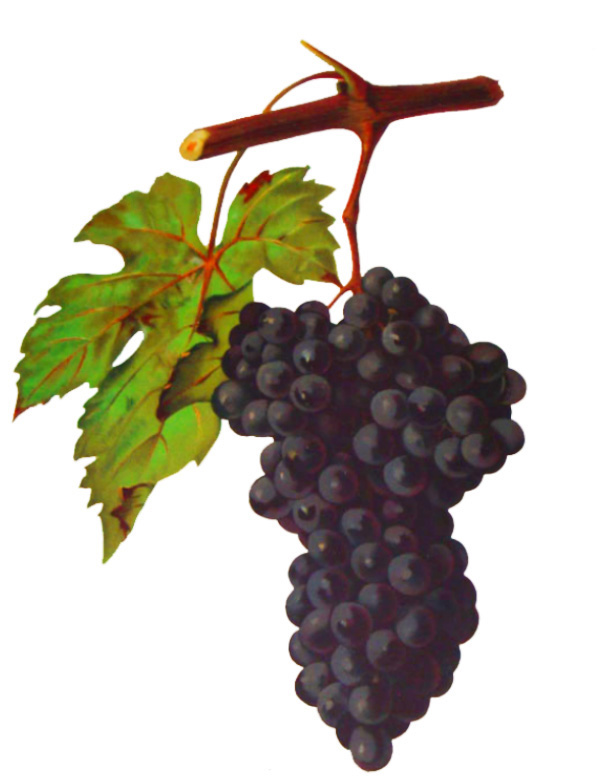
Aspiran Bouschet im Buch von Viala & Vermorel

Aspiran Bouschet ist eine Rotweinsorte. Sie wurde im Jahr 1865 von Henri Bouschet aus den Sorten Gros Bouschet (seinerseits eine Kreuzung aus den Sorten Aramon und Teinturier du Cher) und Aspiran gezüchtet. In Frankreich spielt sie mit ca. 3 Hektar Rebfläche kaum noch eine Rolle. In Argentinien sind ebenfalls kleine Bestände in der Region von Mendoza bekannt.
Sie wird hauptsächlich als Färbertraube verwendet und verleiht damit den Verschnitten mehr Farbe. Aspiran Bouschet ist wie die meisten Rebsorten einhäusig. Einhäusigkeit bezeichnet bei Samenpflanzen das Vorhandensein von weiblichen und männlichen Blüten auf einer Pflanze. Beim Weinbau wird der ökonomische Nachteil vermieden, keinen Ertrag liefernde männliche Pflanzen anpflanzen zu müssen.
Synonyme Aspiran-Bouschet, Aspirant Bouchet, Aspirant Bouschet, Aspiran Bouson, Grand Noir de Laques (im Département Lot).
Abstammung: (Aramon x Teinturier du Cher) (vulgo Gros Bouschet) x Aspiran

## Ampelographische Sortenmerkmale
In der Ampelographie wird der Habitus folgendermaßen beschrieben:
- Die großen Blätter sind ausgesprochen dünn, fünflappig und tief gebuchtet. Die Stielbucht ist lyrenförmig geschlossen. Das Blatt ist spitz gesägt. Die Zähne sind im Vergleich der Rebsorten groß aber eng gesetzt. Die Blattspitzen sind häufig rot gefärbt.